# Isabelle Emmery
Isabelle Emmery (Anderlecht, 3 juli 1966) is een  Belgisch politica voor de PS.

## Levensloop
Isabelle Emmery studeerde in 1989 af als licentiate in de economische wetenschappen aan de Université libre de Bruxelles. Ze begon haar beroepsloopbaan in 1989 als attaché van de PS-fractie in de Kamer van volksvertegenwoordigers, waar ze de materies economie en infrastructuur opvolgde. Vervolgens was ze van 1995 tot 1999 raadgever voor  huisvesting op het kabinet van Eric Tomas, staatssecretaris in de Brusselse Hoofdstedelijke Regering.
In juni 1999 werd Emmery voor de PS verkozen in het Brussels Hoofdstedelijk Parlement, waar ze tot in 2009 bleef zetelen en ondervoorzitter werd van de PS-fractie. In het Brussels Parlement was zij lid van de commissie Huisvesting en Stadsvernieuwing (1999-2009), de commissie Binnenlandse Zaken (1999-2002), de commissie Economische Zaken, Energie, Werkgelegenheidsbeleid en Wetenschapsbeleid (1999-2004), de commissie Infrastructuur, Openbare Werken en Verkeerswezen (2002-2004) en de commissie Financiën, Begroting, Openbaar Ambt, Externe Betrekkingen en Algemene Zaken (2004-2009). Van januari 2002 tot juni 2009 zetelde ze eveneens in het Parlement van de Franse Gemeenschap. Ze was er van 2002 tot 2004 lid van de commissie Cultuur, Jeugd, Media en Bioscopen en van 2006 tot 2009 van de commissie Onderwijs.
In juni 2009 raakte Emmery niet herkozen als Brussels parlementslid. Een jaar later, bij de federale verkiezingen van juni 2010, stond ze als derde opvolger op de PS-lijst voor de Kamer van volksvertegenwoordigers in de kieskring Brussel-Halle-Vilvoorde. In december 2011 werd ze effectief lid van de Kamer als opvolger Laurette Onkelinx, die minister werd, en bleef er zetelen tot in mei 2014. Tijdens haar lidmaatschap van de Kamer was ze vast lid van de commissie Bedrijfsleven, Wetenschapsbeleid, Onderwijs, Nationale Wetenschappelijke en Culturele Instellingen, Middenstand en Landbouw. Sinds mei 2014 is ze opnieuw lid van het Brussels Hoofdstedelijk Parlement, waar ze sinds 2019 secretaris is. Daarnaast ging Emmery deel uit van de commissie Economie en Tewerkstelling (2014-2019), de commissie Leefmilieu en Energie (2021-heden) en de commissie Territoriale Ontwikkeling (2017-heden), waarvan ze van 2019 tot 2024 voorzitter was. Daarnaast zetelde ze van juni 2014 tot september 2021 opnieuw in het Parlement van de Franse Gemeenschap. Ditmaal was Emmery er van 2014 tot 2019 tweede ondervoorzitter, van 2014 tot 2019 ondervoorzitter van de commissie Cultuur en Kind, van 2014 tot 2015 voorzitter van het adviescomité voor de gelijkheid tussen mannen en vrouwen en van 2019 tot 2021 ondervoorzitter van de commissie Cultuur, Kind, Gezondheid, Media en Vrouwenrechten.
Op lokaal politiek niveau was Emmery van 1994 tot 2000 OCMW-raadslid van Anderlecht en van januari 2001 tot maart 2022 was ze er gemeenteraadslid. Daarnaast nam ze verschillende bestuursfuncties op: van 1995 tot 2000 was ze voorzitter van het Lokaal Agentschap voor Werkgelegenheid in Anderlecht en sinds 2007 is ze er voorzitter van het cultureel centrum Escale du Nord. Tevens was ze van 1999 tot 2013 voorzitter van de vrijzinnige vereniging Amis de la Morale laïque en is ze sinds 2009 voorzitter van de Fondation l'Estacade, een stichting die financiële ondersteuning aanbiedt aan leerlingen in het kunstonderwijs. 
Ook werd ze benoemd tot ridder in de Leopoldsorde.